# ألفريدو باور
ألفريدو باور (بالألمانية: Alfredo Bauer) (و. 1924 – 2016 م) هو مؤرخ، ومؤلِّف، وكاتِب، وطبيب توليد، من النمسا، ولد في فيينا، توفي في بوينس آيرس، عن عمر يناهز 92 عاماً.

## جوائز
حصل على جوائز منها:
- النيشان الذهبي لولاية فيينا.